# Béla Bélafi

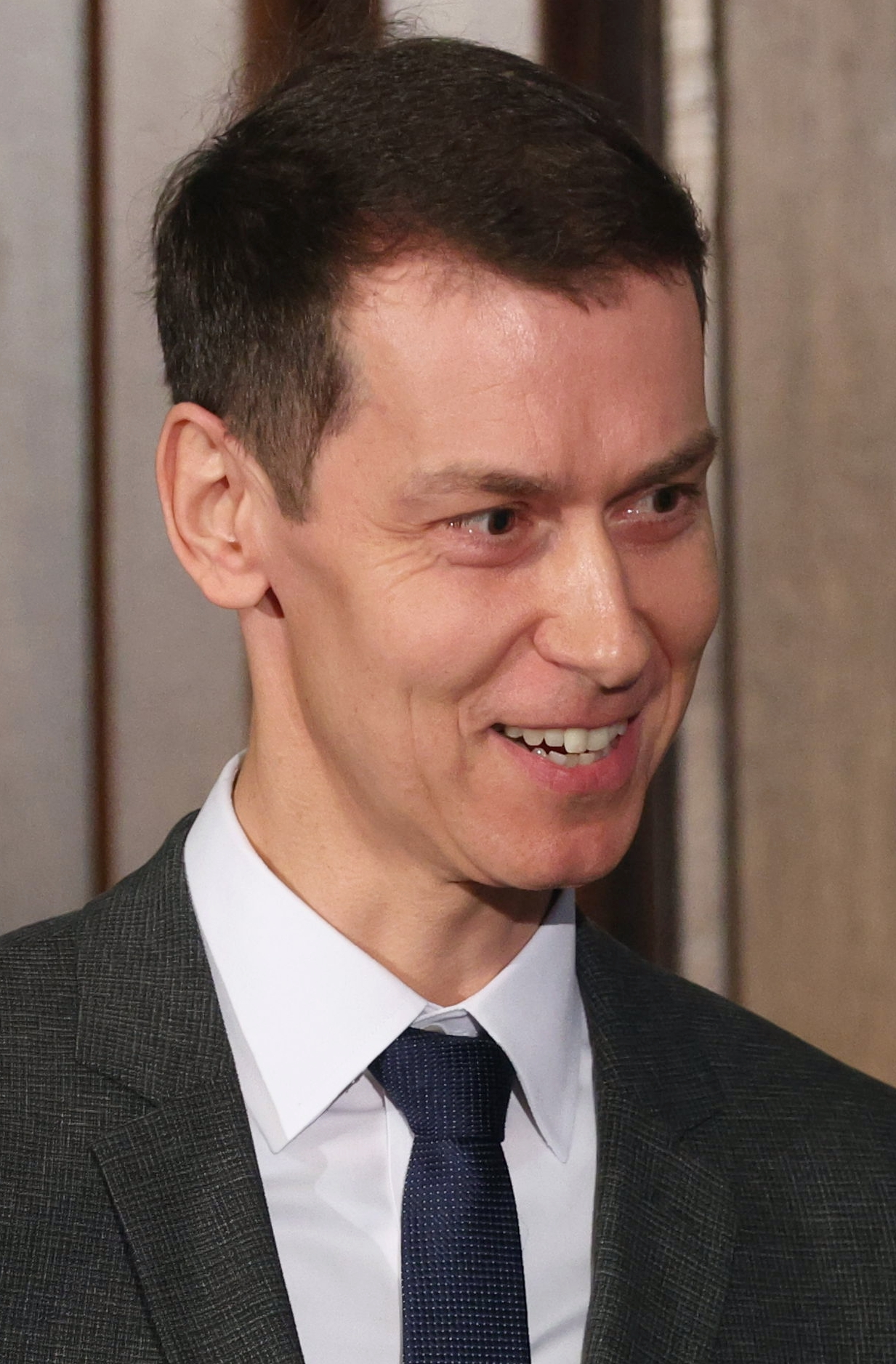
Béla Bélafi (2024)

Béla Bélafi (geboren 1973) ist ein deutscher Verwaltungsjurist und politischer Beamter (CDU). Seit Dezember 2024 ist er Präsident der Landesdirektion Sachsen.

## Leben
Béla Bélafi besuchte die 10-klassige Polytechnische Oberschule „Rudolf-Renner“ in Tharandt bis 1990. Nach einem landwirtschaftlichen Berufsabschluss mit Abitur am Beruflichen Schulzentrum für Agrarwirtschaft und Ernährung „Justus von Liebig“ Dresden (1993) absolvierte Bélafi einen 15-monatigen Zivildienst beim Diakonischen Werk bis September 1994. Anschließend nahm er ein Studium der Rechtswissenschaften an der Technischen Universität Dresden auf, welches er mit dem ersten juristischen Staatsexamen (1998) abschloss. Während dieser Zeit arbeitet er auch als studentische Hilfskraft beim Sächsischen Staatsministerium für Landwirtschaft. Sein anschließendes Rechtsreferendariat absolvierte er in Dresden und Budapest und schloss mit dem zweiten juristischen Staatsexamen als Volljurist ab.
Nach dem Abschluss seines juristischen Vorbereitungsdienstes war er zunächst als Rechts- und Verwaltungsreferent beim Regionalschulamt Dresden tätig. Von 2003 bis 2008 war Bélafi als vom Kreistag gewählter Beigeordneter und Dezernent für Soziales sowie stellvertretender Landrat des Weißeritzkreises. tätig. 2008 wechselte er in das Sächsische Staatsministerium für Kultus und Sport, wo er bis 2011 als Referatsleiter, Leiter des Büros von Staatsminister Roland Wöller und kommissarischer Abteilungsleiter tätig war.
2006 wurde Bélafi zum Präsidenten des Kreissportbundes Weißeritzkreis gewählt. Mit der Kreisgebietsreform stand er anschließend von 2008 bis 2010 den fusionierten Kreissportbünden vor und wurde zum Präsidenten des Kreissportbundes Sächsische Schweiz-Osterzgebirge gewählt. Für seine Verdienste wurde er mit der silbernen Ehrennadel des Kreissportbundes ausgezeichnet.
Bélafi übte mehrere kommunalpolitische Mandate aus. Er wurde 1994 in den Kreistag des Weißeritzkreises gewählt. 1999 erfolgte die Wiederwahl. In dieser Zeit war er auch Verbandsrat im Verkehrsverbund Oberelbe und Verbandsrat in der Kreislaufwirtschaft. Außerdem wurde er zum ehrenamtlichen Ausländerbeauftragten berufen. 2009 wurde er in den Stadtrat der Großen Kreisstadt Freital gewählt, wo er die Funktion des Fraktionsvorsitzenden der CDU-Fraktion übernahm.
Von 2011 bis 2017 leitete er als Nachfolger von Brunhild Kurth die Sächsische Bildungsagentur. Für seine Verdienste um die „Realisierung sächsisch-niederschlesischer Bildungsprojekte“ wurde er im April 2014 mit dem Marschallsorden der Woiwodschaft Niederschlesien ausgezeichnet, für seine Verdienste in der „Zusammenarbeit im Bildungsbereich zwischen der Republik Polen und der Bundesrepublik Deutschland“ erhielt er im Oktober 2014 den Orden der Kommission für Nationale Bildung, die höchste polnische Auszeichnung im Bildungsbereich.
2011 bis 2013 nahm Bélafi am Führungskolleg an der Deutschen Universität für Verwaltungswissenschaften Speyer teil.
2016 war Bélafi als Kandidat der CDU für den Posten des Beigeordneten für Bildung und Jugend der Landeshauptstadt Dresden nominiert worden, unterlag jedoch in einer fraktionsinternen Abstimmung dem bisherigen Beigeordneten für Finanzen und Liegenschaften Hartmut Vorjohann. Zum Februar 2017 wurde er von Staatsministerin Kurth in das Kultusministerium zurückbeordert, wo er die Leitung des Referats für politische, mediale sowie digitale Bildung und Migration übernahm. Später übernahm er den Posten des Abteilungsleiters für Lehrer und Ressourcen.
Zum 20. Dezember 2024 wurde Bélafi von Ministerpräsident Michael Kretschmer zum Präsidenten der Landesdirektion Sachsen ernannt. Er folgte damit auf Regina Kraushaar, die zuvor im Zuge der Bildung des Kabinetts Kretschmer III den Posten der Staatsministerin für Infrastruktur und Landesentwicklung übernommen hatte.